# 東郷町 (豊田市)
東郷町（とうごうちょう）は、愛知県豊田市の地名。

## 地理

### 河川・池沼
- 吾妻川

### 交通
- 愛知県道351号上仁木明智線
- 愛知県道20号瑞浪大野瀬線

### 字一覧
- 井ノ上（いのうえ）[WEB 6]
- 大辻（おおつじ）[WEB 6]
- 大柱（おおばしら）[WEB 6]
- 上小路（かみこうじ）[WEB 6]
- 栢ノ木（かやのき）[WEB 6]
- 五六上（ごろくかみ）[WEB 6]
- 五六下（ごろくしも）[WEB 6]
- 三升蒔（さんじようまき）[WEB 6]
- 下小路（しもこうじ）[WEB 6]
- 塚ノ下（つかのした）[WEB 6]
- 樋口（といぐち）[WEB 6]
- 当門（とうもん）[WEB 6]
- 同新（どうしん）[WEB 6]
- 仲平上（なかだいらかみ）[WEB 6]
- 仲平下（なかだいらしも）[WEB 6]
- 西ケ洞（にしがほら）[WEB 6]
- 野田ケ平（のだがだいら）[WEB 6]
- 桧貝戸（ひのきがいど）[WEB 6]
- 万場前（まんばまえ）[WEB 6]
- 向イ入（むかいのいり）[WEB 6]
- 向イ洞（むかいぼら）[WEB 6]

## 歴史

### 沿革
- 1973年（昭和48年） - 小原村大字小（こむれ）および大字東市野々により、同村大字東郷となる[1]。従来からの通称を採用したものであるという[1]。
- 2005年（平成17年）4月1日 - 西加茂郡小原村大字東郷が合併に伴い、豊田市東郷町となる[WEB 7]。

### 人口の変遷
国勢調査による人口および世帯数の推移。
| 1995年（平成7年）  | 36世帯 144人 |  |
| 2000年（平成12年） | 35世帯 134人 |  |
| 2005年（平成17年） | 37世帯 114人 |  |
| 2010年（平成22年） | 29世帯 101人 |  |
| 2015年（平成27年） | 24世帯 91人  |  |
| 2020年（令和2年）  | 27世帯 81人  |  |

### WEB
1. ↑  “愛知県豊田市の町丁・字一覧”.   人口統計ラボ. 2024年2月26日閲覧。
2. 1 2  総務省統計局 (2022年2月10日). “令和2年国勢調査の調査結果(e-Stat) - 男女別人口，外国人人口及び世帯数－町丁・字等” (CSV). 2023年8月2日閲覧。
3. ↑  “読み仮名データの促音・拗音を小書きで表記するもの(zip形式) 愛知県” (zip).   日本郵便 (2024年2月29日). 2024年3月26日閲覧。
4. ↑  “市外局番の一覧” (PDF).   総務省 (2022年3月1日). 2022年3月22日閲覧。
5. ↑  “ナンバープレートについて”.   一般社団法人愛知県自動車会議所. 2024年1月21日閲覧。
6. 1 2 3 4 5 6 7 8 9 10 11 12 13 14 15 16 17 18 19 20 21  “愛知県豊田市東郷町の住所一覧”.   ゼンリン. 2024年12月17日閲覧。
7. ↑  “愛知県豊田市の郵便番号一覧”.   日本郵便. 2024年3月13日閲覧。
8. ↑  総務省統計局 (2014年3月28日). “平成7年国勢調査の調査結果(e-Stat) - 男女別人口及び世帯数 －町丁・字等” (CSV). 2021年7月20日閲覧。
9. ↑  総務省統計局 (2014年5月30日). “平成12年国勢調査の調査結果(e-Stat) - 男女別人口及び世帯数 －町丁・字等” (CSV). 2021年7月20日閲覧。
10. ↑  総務省統計局 (2014年6月27日). “平成17年国勢調査の調査結果(e-Stat) - 男女別人口及び世帯数 －町丁・字等” (CSV). 2021年7月21日閲覧。
11. ↑  総務省統計局 (2012年1月20日). “平成22年国勢調査の調査結果(e-Stat) - 男女別人口及び世帯数 －町丁・字等” (CSV). 2021年7月21日閲覧。
12. ↑  総務省統計局 (2017年1月27日). “平成27年国勢調査の調査結果(e-Stat) - 男女別人口及び世帯数 －町丁・字等” (CSV). 2021年7月21日閲覧。

### 書籍
1. 1 2  「角川日本地名大辞典」編纂委員会 1989, p. 873.